# St. Joseph (Speyer)

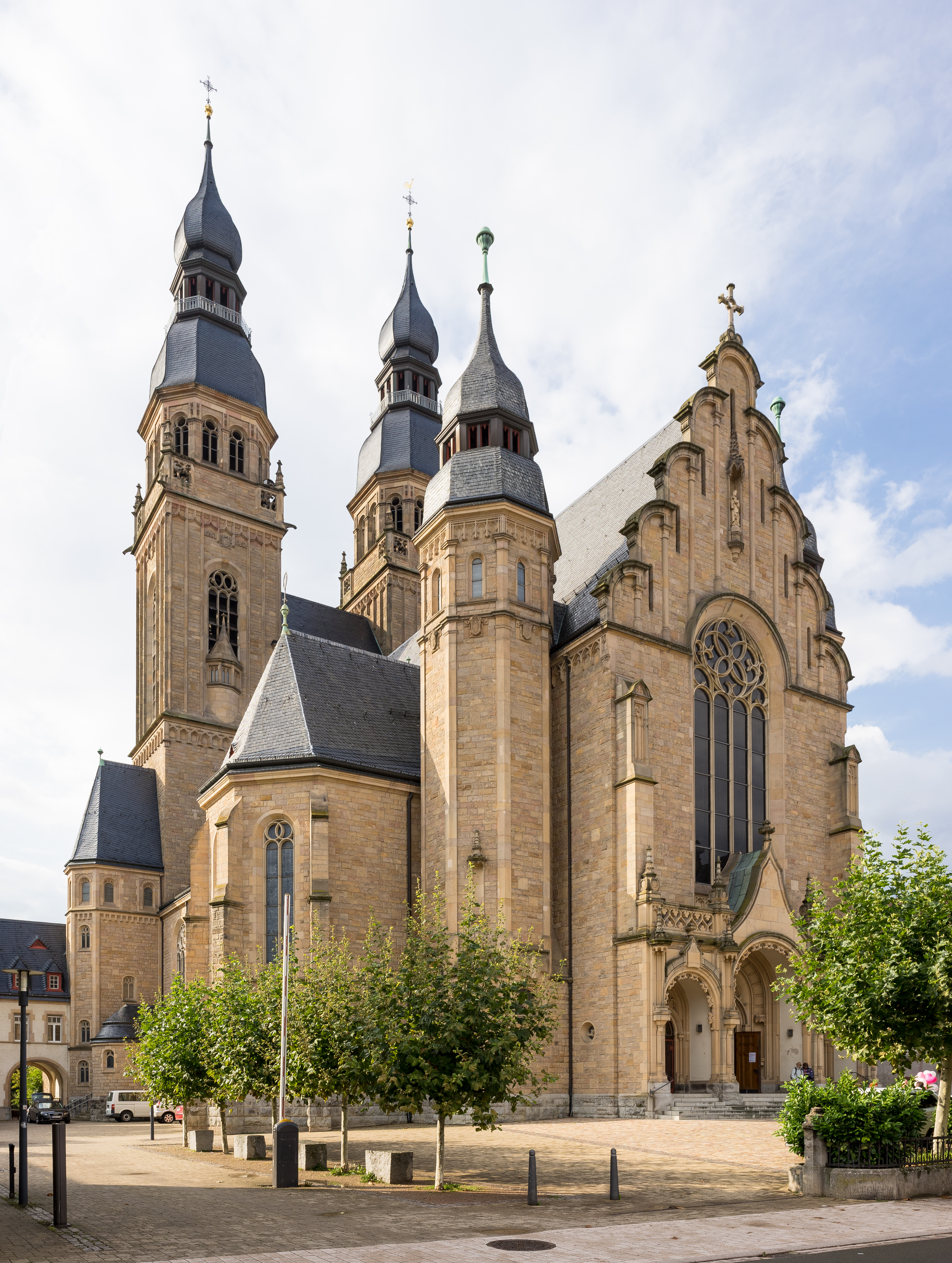
Kirche St. Joseph von Südosten

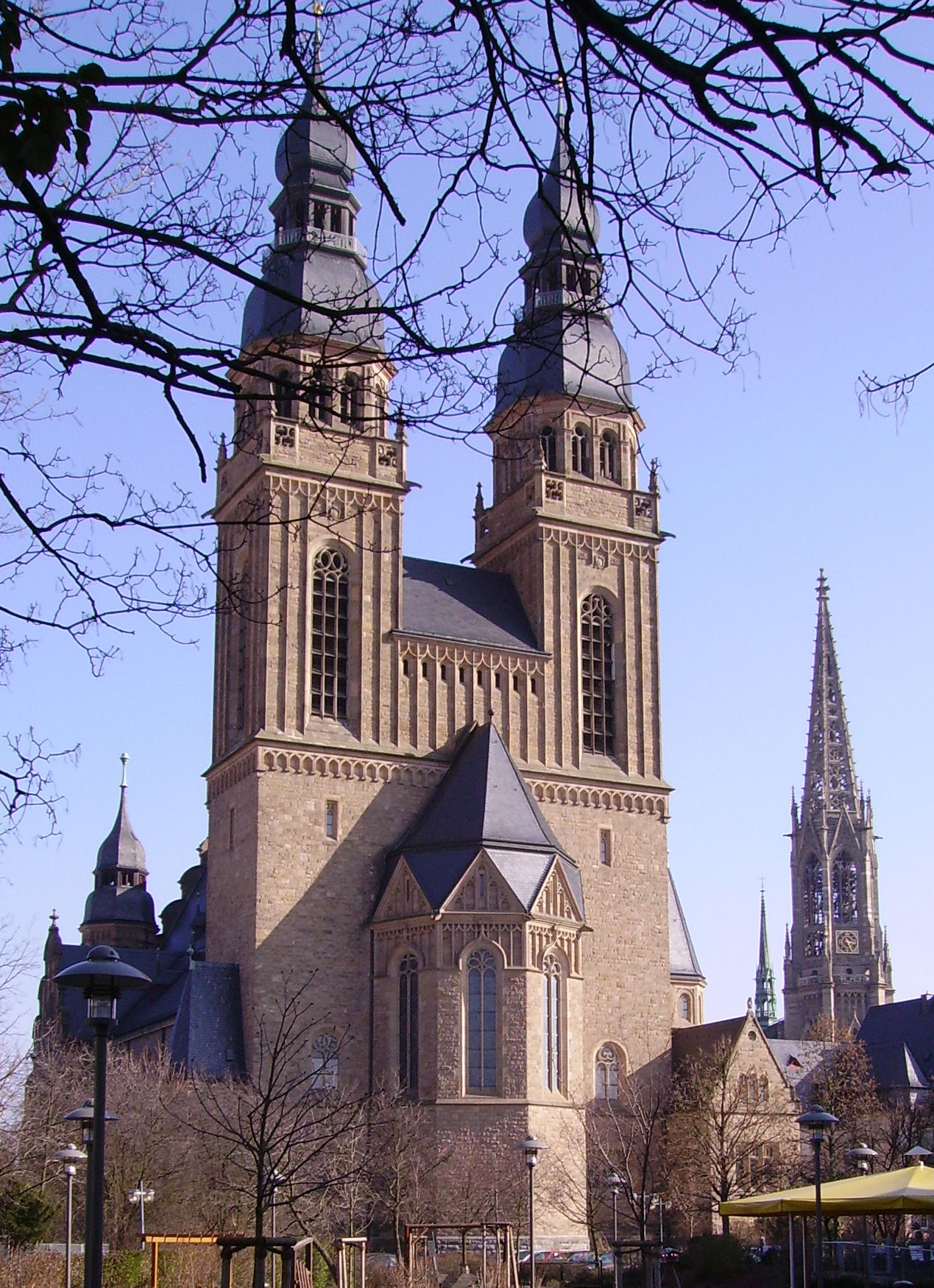
Westchor von St. Joseph vom Pfarrgarten aus, rechts die protestantische Gedächtniskirche

St. Josephs in Speyer ist eine katholische Kirche und Zentrum eines ganzen Komplexes von Gebäuden der Gemeinde St. Joseph. In der das ganze Stadtgebiet umfassenden Dompfarrei Pax Christi dient sie als Ort der gemeinsamen Pfarrgottesdienste, während der Dom Sitz der Pfarrei ist. Die Kirche in ihrer außerordentlichen Größe und prachtvollen Ausstattung wurde erbaut als Reaktion auf den Bau der benachbarten evangelischen Gedächtniskirche der Protestation.

## Geschichte

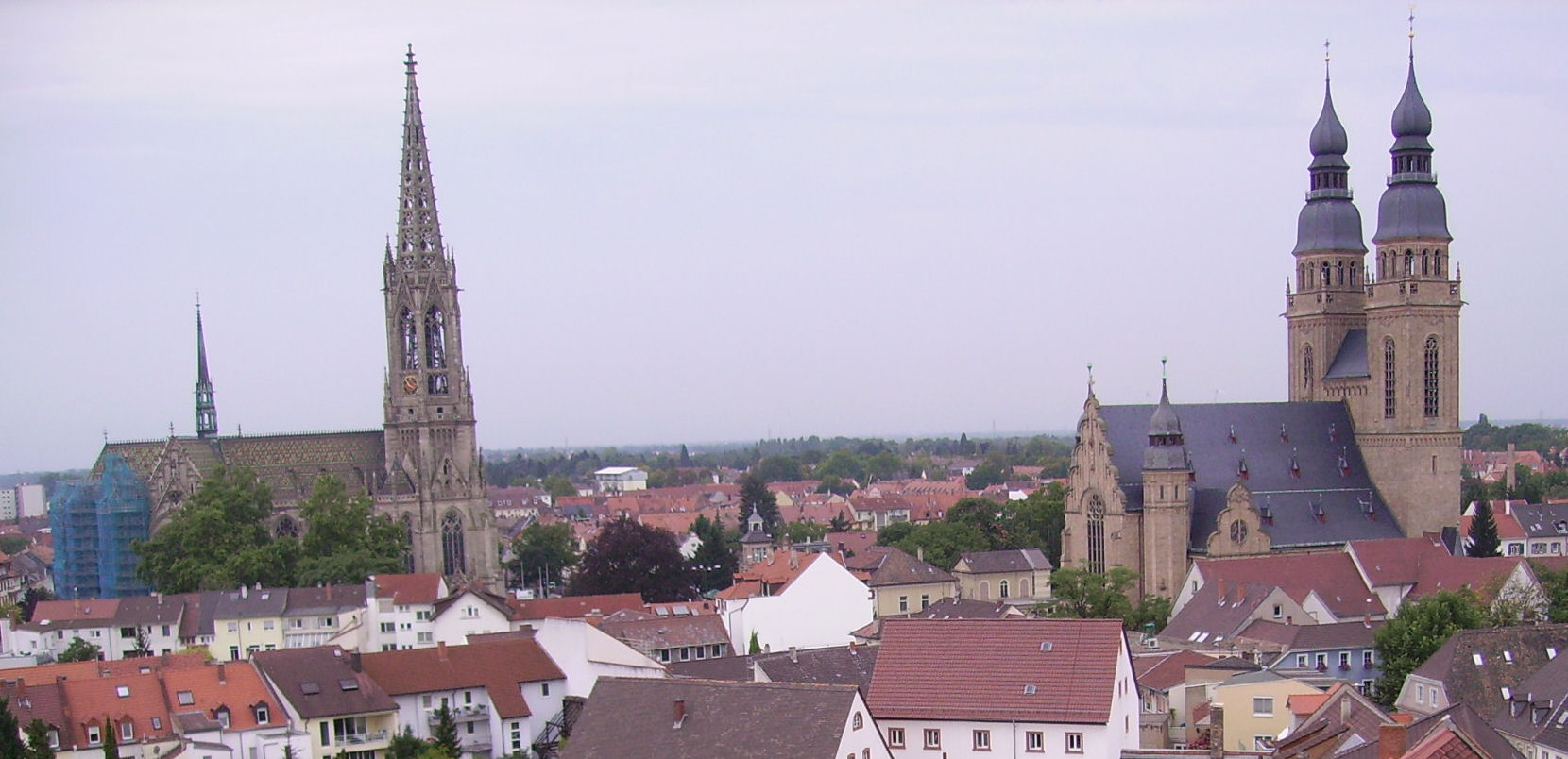
Gedächtniskirche und Josephskirche vom Altpörtel aus

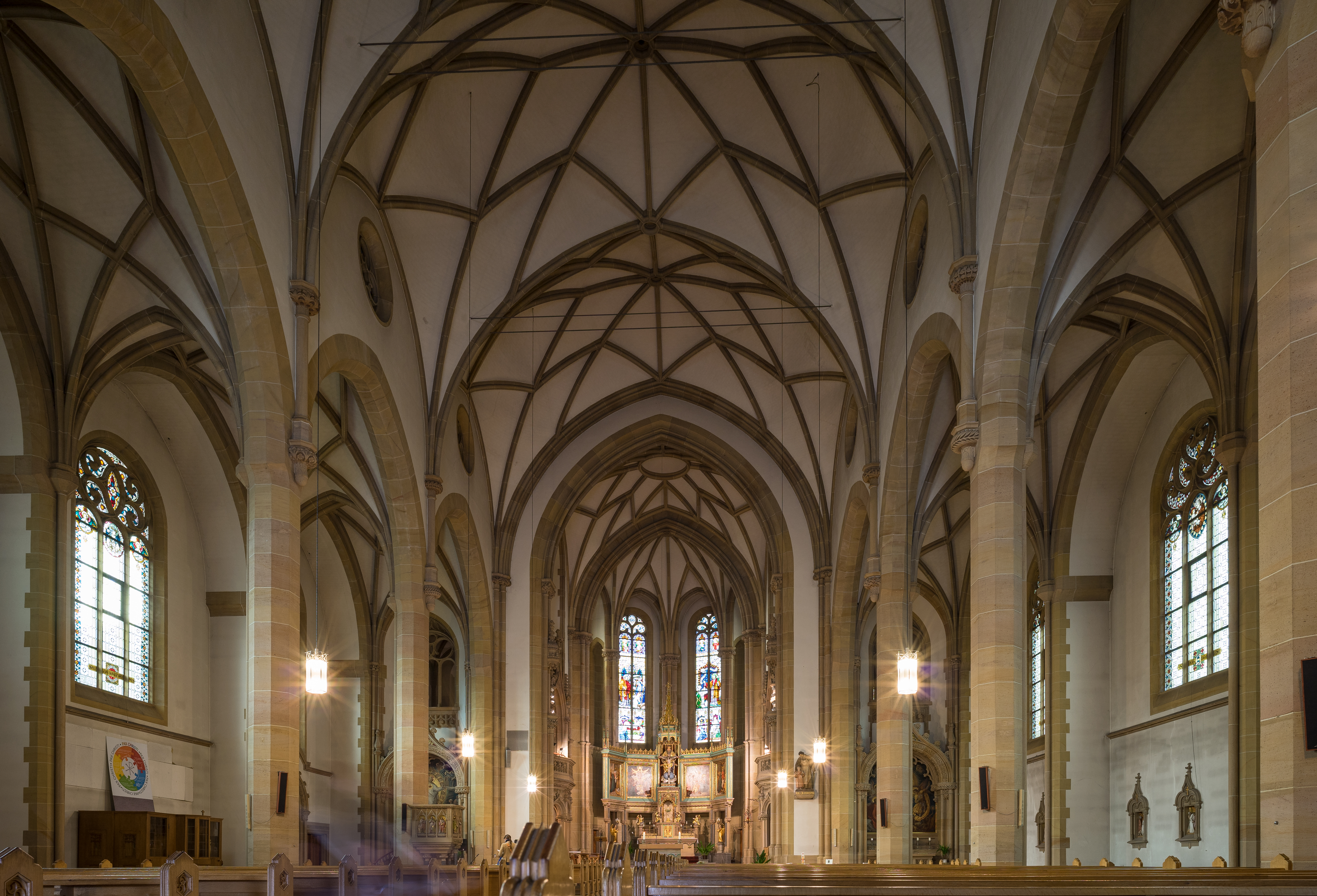
Innenansicht mit Blick zum Hochaltar

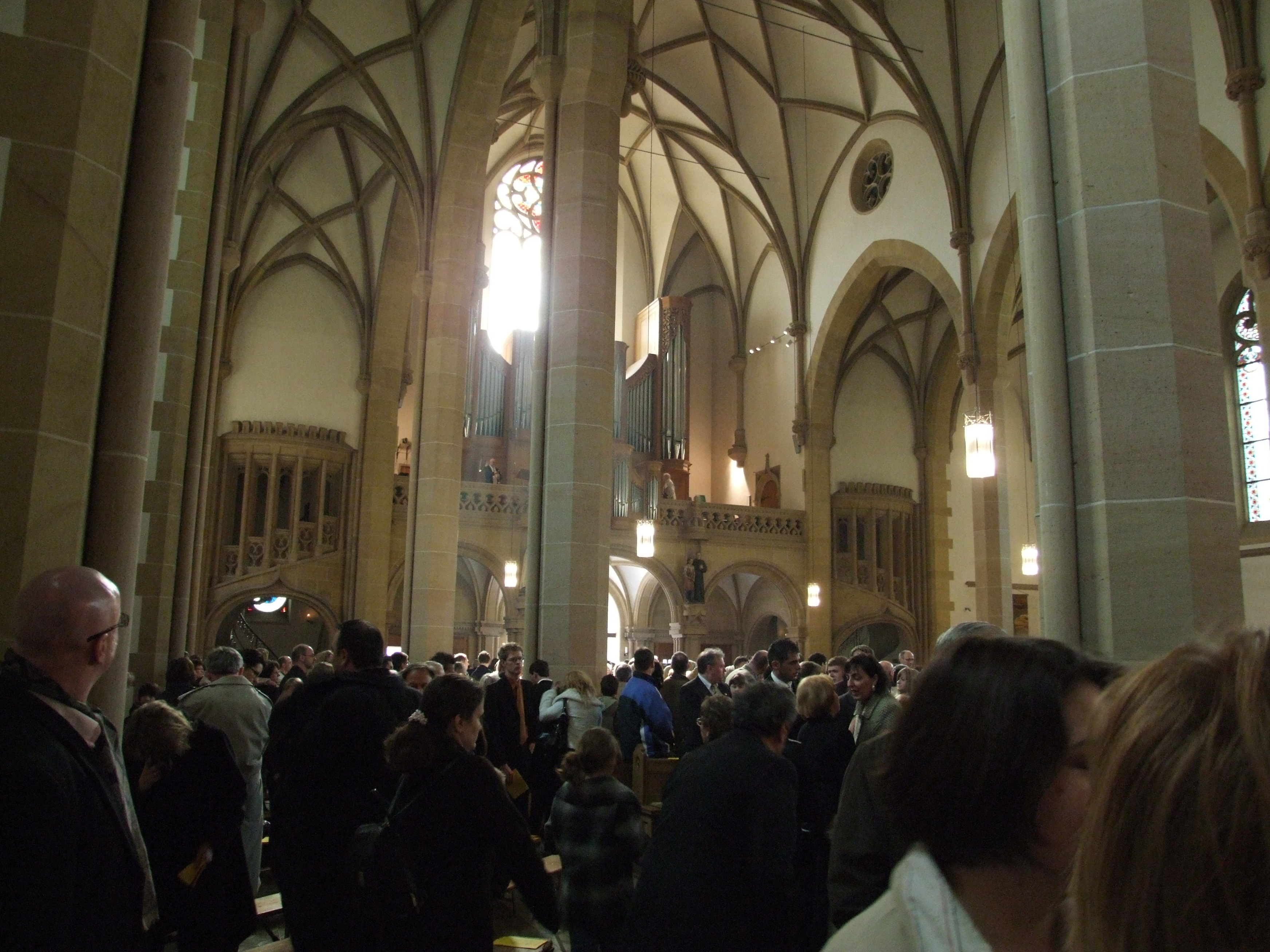
Blick auf das neugotische Spitzbogengewölbe überm Eingang Ostseite mit Orgel

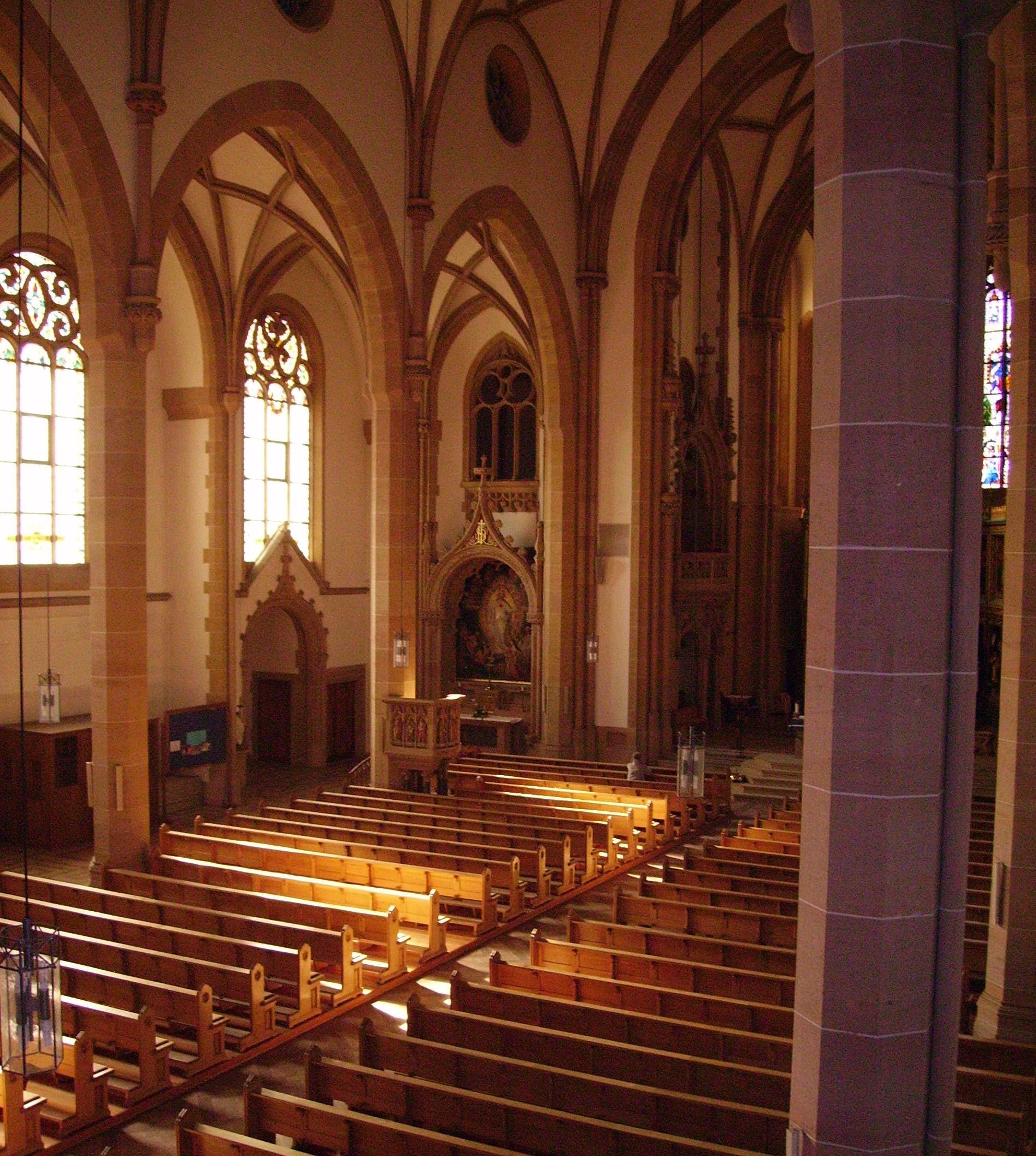
Blick ins Hauptschiff zum südlichen Seitenaltar

Gleich nachdem die Protestanten ihre Sammlung für die Gedächtniskirche begannen, gründete sich im Jahr 1887 ein katholischer Kirchenbauverein. Als der Verein zur Erbauung der Gedächtniskirche seinen Bauplatz am damaligen Stadtrand erwarb, bemühten sich die Katholiken um einen Bauplatz in unmittelbarer Nähe. Der ursprüngliche Bauplatz lag gegenüber der heutigen Kirche, wurde später aber eingetauscht. Einen großen Teil des Geländes stellte das Kloster St. Magdalena zur Verfügung.
Der ursprüngliche Plan sah eine Fertigstellung der Kirche bis zur damaligen Jahrhundertwende vor; jedoch musste der Baubeginn aufgrund Geldmangels immer wieder aufgeschoben werden.
Die Grundsteinlegung am 9. Juni 1912 in Anwesenheit des damaligen Bischofs Michael von Faulhaber wurde vom Dompfarrer Josef Schwind in seiner Predigt als „Fest der katholischen Religion“ und als „Bekenntnis zum alten Gott“ gesehen.
Schon im Jahr 1914 konnte die Kirche dem Patron der Kurpfalz und dem Schutzpatron der Arbeiter, dem Heiligen Joseph, geweiht werden. Sie wurde laut Chronik der Josephskirche als ein „Zeichen der Liebe zur bayerischen Heimat und der Treue zum bayerischen Königshaus“ verstanden. Aufgrund des heranziehenden Krieges wurde die Kirche nicht vollendet. Die Eingangstreppe wurde nicht wie geplant mit Zwischenpodesten bis an die Straße gebaut, sondern lediglich provisorisch als steile Treppe mit Betonstufen ausgeführt. Auch nach dem Krieg wurde die Kirche nicht vollendet. Daher kann man heute noch an einigen Stellen, besonders über den Fenstern neben dem Vordereingang, die rechteckig hervorstehenden Steine sehen die ursprünglich noch bearbeitet werden sollten. Ebenso unvollendet blieb die Ostseite der Kirche, wo ursprünglich ein, dem Pfarrhaus auf der Westseite ähnliches, Gebäude entstehen sollte. Dort steht heute, zum Teil auf den Resten der Kirche des Klosters St. Ägidius, das Ägidienhaus.
Die Kirche St. Joseph entstand aus einer Situation konfessioneller Rivalität heraus. Heute bestehen ganz ausgezeichnete ökumenische Beziehungen der Gemeinde St. Joseph zur Gedächtniskirchengemeinde, die darin gipfelten, dass während mehrmonatiger Renovierungsarbeiten an der Josephskirche die Katholiken ihre Gottesdienste in der Gedächtniskirche feiern durften.

## Architektur
Bezüglich der Baustile von St. Joseph und Gedächtniskirche heißt es: „katholische Vielfalt gegenüber protestantischer Strenge“. Der Mainzer Dombaumeister Ludwig Becker entwarf den Plan mit Formen des Jugendstils, der Spätgotik, des Barock und der Renaissance. Die Josephskirche sollte sich nämlich stark vom Stil des Speyrer Doms und der Gedächtniskirche unterscheiden. Die beiden Turmhauben der St. Josephskirche lehnen sich in ihrer Gestaltung an die der markanten Turmhaube der Heidelberger Heiliggeistkirche an. Die Kirche St. Joseph hat eine Länge von 56,70 m, ihre Breite ist 34,20 m. Die Chormaße sind 12,70 m Länge und 9,40 m Breite. Der Laienraum misst in der Länge ca. 44 m. Die Seitenschiffe sind jeweils 5,48 m breit, der Laienraum hat eine Fläche von 900 m². Das Turmpaar ist 90 Meter hoch und damit nur 2,5 Meter niedriger als der Turm der Kaiserslauterer Marienkirche und 10 Meter niedriger als der Turm der benachbarten Speyerer Gedächtniskirche. Die beiden kleineren Osttürme sind etwa 40 m hoch, die Dachfirsthöhe der Kirche beträgt etwa 34 m. Zusammen mit Gedächtniskirche und Kaiserdom beherrscht die Josephskirche die Stadtsilhouette von Speyer am Rhein.

## Ausstattung

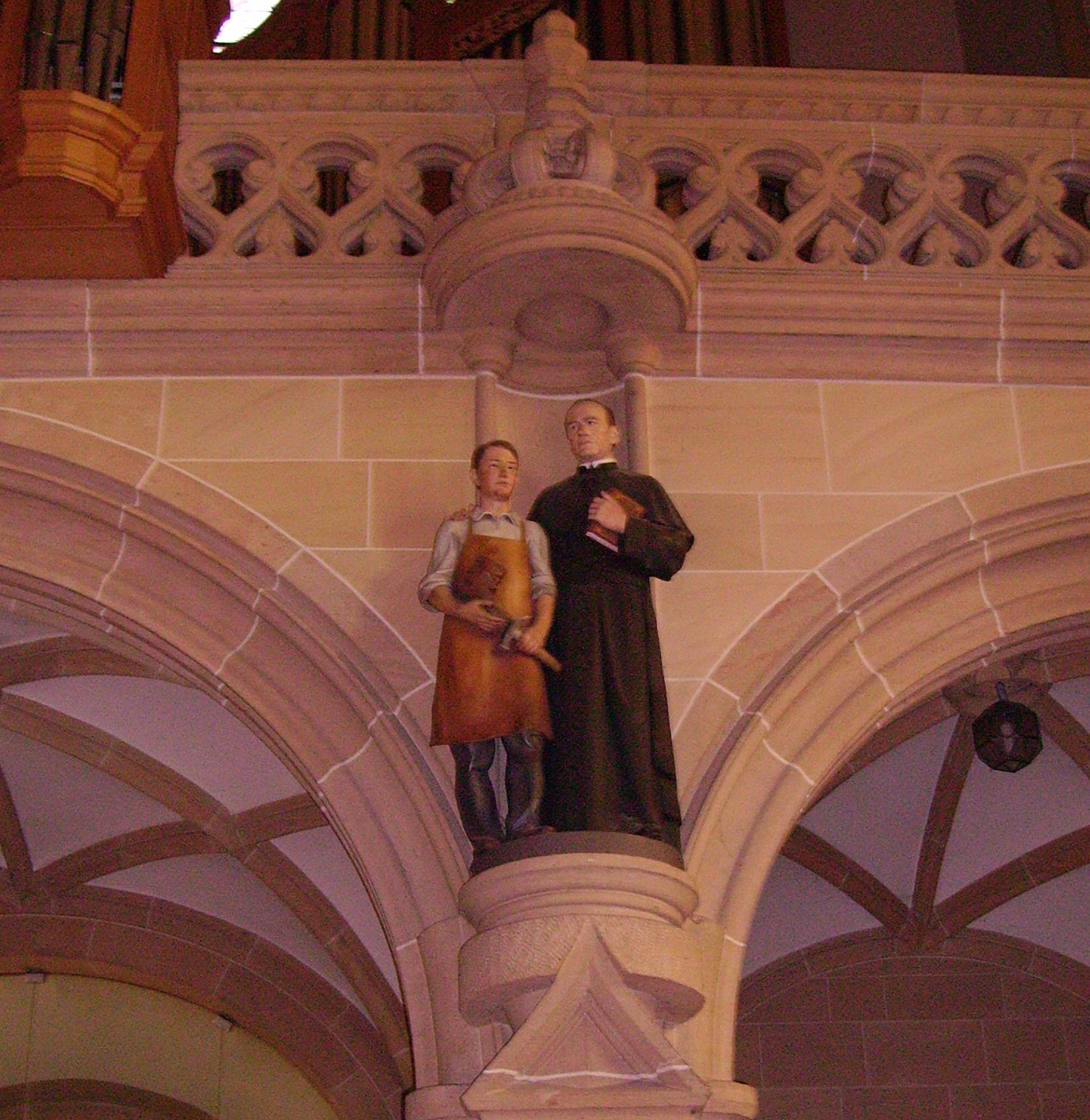
Statuen von Adolph Kolping und einem Handwerksgesellen

### Orgel
Die oberhalb des im Osten gelegenen Haupteingangs platzierte Orgel der Josephskirche besitzt etwa 4000 Pfeifen. Sie wurde 1990 durch Heinz Wilbrand erbaut. Das Schleifladeninstrument besitzt 44 Register, auf drei Manuale und Pedal verteilt, eine mechanische Spiel- und eine elektrische Registertraktur. Die Disposition ist wie folgt:
| I Rückpositiv C–g3 |                  |       |
| 1.                 | Holzgedackt      | 8′    |
| 2.                 | Quintade         | 8′    |
| 3.                 | Prinzipal        | 4′    |
| 4.                 | Blockflöte       | 4′    |
| 5.                 | Waldflöte        | 2′    |
| 6.                 | Sifflöte         | 1 ⁄3′ |
| 7.                 | Sesquialter II   |       |
| 8.                 | Scharff III-IV 0 |       |
| 9.                 | Cromorne         | 8′    |
|                    | Tremulant        |       |

| II Hauptwerk C–g3 |                 |        |
| 10.               | Gedacktpommer 0 | 16′    |
| 11.               | Prinzipal       | 08′    |
| 12.               | Gamba           | 08′    |
| 13.               | Gedeckt         | 08′    |
| 14.               | Oktave          | 04′    |
| 15.               | Rohrflöte       | 04′    |
| 16.               | Quinte          | 02 ⁄3′ |
| 17.               | Oktave          | 02′    |
| 18.               | Cornett IV      |        |
| 19.               | Mixtur IV-V     |        |
| 20.               | Trompete        | 08′    |
|                   | Tremulant       |        |
|                   | Glocken         |        |

| III Schwellwerk C–g3 |                 |         |
| 21.                  | Holzprinzipal   | 08′     |
| 22.                  | Rohrflöte       | 08′     |
| 23.                  | Salicional      | 08′     |
| 24.                  | Schwebung       | 08′     |
| 25.                  | Oktave          | 04′     |
| 26.                  | Holzflöte       | 04′     |
| 27.                  | Rohrnasat       | 02 ⁄3′  |
| 28.                  | Nachthorn       | 02′     |
| 29.                  | Terz            | 01 3⁄5′ |
| 30.                  | Schnabelflöte 0 | 01′     |
| 31.                  | Mixtur IV       |         |
| 32.                  | Basson          | 16′     |
| 33.                  | Oboe            | 08′     |
| 34.                  | Clairon         | 04′     |
|                      | Tremulant       |         |

| Pedal C–f1 |               |         |
| 35.        | Prinzipal     | 16′     |
| 36.        | Subbass       | 16′     |
| 37.        | Quinte        | 10 2⁄3′ |
| 38.        | Oktavbass     | 08′     |
| 39.        | Gedecktbass 0 | 08′     |
| 40.        | Oktave        | 04′     |
| 41.        | Flöte         | 04′     |
| 42.        | Hintersatz IV | 02 ⁄3′  |
| 43.        | Posaune       | 16′     |
| 44.        | Trompete      | 08′     |

- Koppeln: I/II, III/II, III/I, I/P, II/P, III/P
- Spielhilfen: 128 Setzerkombinationen
- Anmerkungen:

1. ↑  Diskant-Seite.

An der Orgelempore stehen Statuen von Adolph Kolping und einem Handwerksgesellen. Diese wurden gestiftet von der Kolpingsfamilie Speyer.

### Fenster
Die Kirchenfenster wurden von Bernhard Kraus (Mainz) entworfen und durch die Hofglasmalerei Franz Xaver Zettler in München ausgeführt. Alle Fenster wurden von Privatpersonen bzw. Vereinen gestiftet.

### Glocken
Die St.-Joseph-Kirche verfügt über ein klangschönes vierstimmiges Geläut. Es erklingt in der Schlagtonfolge b°-d′-f′-g′ und wurde 1960 von Friedrich Wilhelm Schilling gegossen; die große Glocke wiegt 3.890 kg.

## Gebäudekomplex
Die Josephskirche ist Mittelpunkt der Gemeinde St. Joseph. Nördlich der Kirche liegt das Ägidienhaus, das einen großen Pfarrsaal, Versammlungsräume und eine Pfarrbücherei beherbergt.
Südlich befindet sich im Pfarrhaus die Kontaktstelle des Pfarrbüros. Ebenfalls im Süden zur Gilgenstraße hin liegt der Kindergarten der Gemeinde sowie Jugendräume.
Westlich befindet sich ein Versammlungsgebäude der Kolpingsfamilie, ein Parkplatz, ein kleiner Pfarrgarten mit einer Kneippanlage des Speyerer Kneippvereins und das Alten- und Pflegeheim St. Martha.

## Gemeinde St. Joseph
Die Gemeinde St. Joseph ist Teil der Dompfarrei Pax Christi unter der Leitung von Dompfarrer Matthias Bender. Bis 2015 war St. Joseph eine eigene Pfarrei, die zuletzt über 37 Jahre lang von Pfarrer Hubert Ehrmantraut geleitet wurde. Schon 2009 wurde die Pfarrei St. Joseph mit den Pfarreien St. Hedwig und St. Otto in Speyer-West zu einer Pfarreiengemeinschaft zusammengeschlossen.